# Alois Lunzer
Alois Lunzer (1840 -?), fue un pintor nacido en Austria, estadounidense de adopción, pintaba en acuarela, emigró a Filadelfia y se especializó en hacer ilustraciones botánicas.
Lunzer en colaboración con Thomas Meehan y Louis Prang produjeron Las flores nativas y helechos de los Estados Unidos(1879).

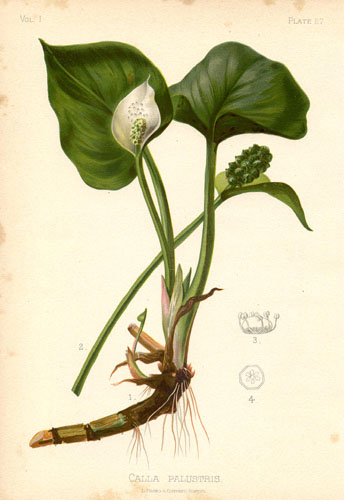
Calla palustris
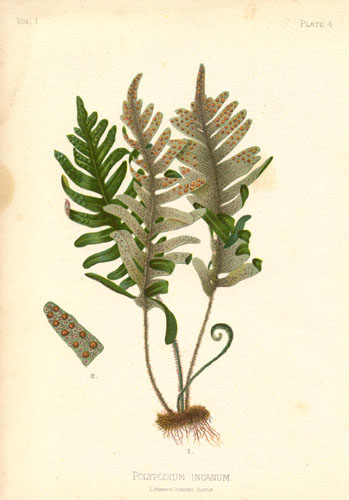
Pleopeltis polypodioides
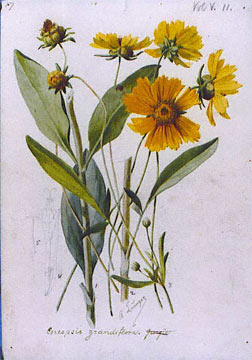
Coreopsis grandiflora.
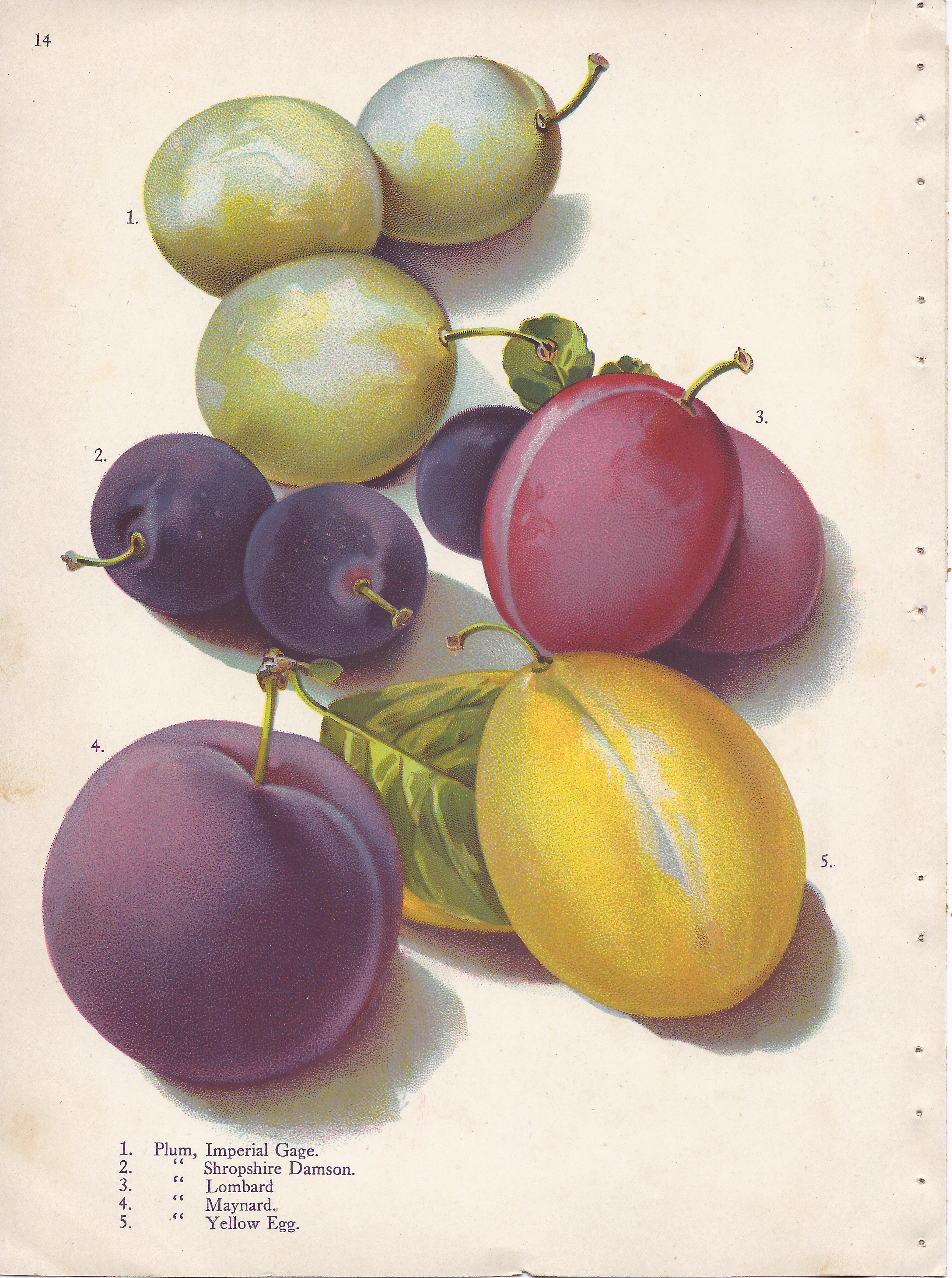
Ciruelas populares estadounidenses en 1909.